# 李华弌
李华弌（1948年—），生于中国上海，是一位旅居美國的中國水墨艺术家。 曾師從王季眉以及张充仁。 1982年，李华弌夫妇移居美國旧金山，此後他只專門畫山水画。 